# Butastur teesa
Il butastore occhibianchi (Butastur teesa (Franklin, 1831)), noto anche come poiana occhibianchi, è un uccello rapace della famiglia degli Accipitridi.

## Descrizione
È un rapace di media taglia, lungo 36–43 cm e con un'apertura alare di 86–100 cm.

## Biologia
Le sue prede sono piccoli mammiferi (in prevalenza roditori), lucertole, rane, piccoli serpenti, insetti di grandi dimensioni (in prevalenza locuste).

## Distribuzione e habitat
L'areale di Butastur teesa si estende dall'Iran e dal Pakistan, attraverso India, Nepal,  Bangladesh e Myanmar, sino alla Cina meridionale.